# Бутурлін Василь Васильович
Бутурлін Василь Васильович (рік народження невідомий — 31 грудня 1655, Київ, за іншими відомостями Москва) — військовий діяч, дипломат Московського царства, походив з давнього боярського роду Бутурліних.

## Життєпис
Служив при Московському дворі стольником, а згодом окольничим. У січні 1654 року очолив московське посольство в Україні, яке від імені московського царя Олексія Михайловича уклало з українським козацтвом, очолюваним Богданом Хмельницьким, угоду про спільні дії проти Польщі. Зумів наполягти на тому, щоб угода скріплювалася церковною присягою лише з боку козаків, що легітимізувало майбутні порушення угоди московським двором. За виконану місію був щедро нагороджений царем.

## Похід до Галичини
Після укладення Переяславської угоди очолював московські війська, вислані на допомогу українському козацтву, і Бутурлін керував ними у переможній битві з поляками при Городку 18 вересня 1655. Втім, Хмельницький і Бутурлін не змогли розвинути цей ранній успіх. Облога Львова закінчилась невдачею — місто взяти не вдалося. Через два тижні під Озерною та Тернополем Хмельницький і Бутурлін зазнали поразки від кримського хана, союзника Яна Казимира. Після цього козацько-московські війська повернулись на Наддніпрянщину.

## Смерть Бутурліна
Дізнавшись у Києві, що цар Олексій Михайлович не пробачить невдачу львівського походу й має намір відрубати йому голову, боярин 31 грудня 1655 року отруївся.
За свідченням історика Михайла Грушевського, Олексій Михайлович закидав Бутурліну «три зради»: отримання хабарів від обложених міст і замків, пограбування зайнятих міст з наступним їх залишенням і договір із кримським ханом.

## Вшанування пам'яті
До 300-річчя Переяславської ради у 1954 році іменем Василя Бутурліна назвали вулицю у Львові. У 1991 році вулицю перейменували на пошану родини гуцульських різьбярів Шкрібляків.